# Les Rouges-Eaux
Les Rouges-Eaux é uma comuna francesa na região administrativa de Grande Leste, no departamento de Vosges. Estende-se por uma área de 5,9 km². Em 2010 a comuna tinha 92 habitantes (densidade: 15,6 hab./km²).